# GLAAD Media Awards 1990
La 1ª edizione dei GLAAD Media Awards si è tenuta nel 1990.

## Riconoscimenti speciali
- Riconoscimento Speciale: "Out in the '90" - Gay Cable Network

## Premi

### Miglior documentario televisivo
- Common Threads: Stories from the Quilt

### Miglior serie Daytime drammatica
- Così gira il mondo

### Miglior serie commedia
- Doctor Doctor

### Miglior serie drammatica
- Heartbeat
- Avvocati a Los Angeles

### Miglior episodio serie TV commedia
- Tracey Ullman Show

### Miglior episodio serie TV drammatica
- thirtysomething

### Miglior miniserie televisiva
- The Women of Brewster Place